# Takeiri Yoshikatsu
Takeiri Yoshikatsu (japanisch 竹入 義勝; geboren 10. Januar 1926 in Nagano; gestorben am 23. Dezember 2023) war ein japanischer Politiker. Er war von 1967 bis 1990 Mitglied des Abgeordnetenhauses, dem Unterhaus des Nationalparlaments für den SNTV-Wahlkreis Tokio 10, und in dieser Zeit bis 1986 Vorsitzender der politischen Partei Kōmeitō.

## Leben und Wirken
Takeiri Yoshikatsu war bei der Japanischen Staatsbahn beschäftigt, schied aber wegen einer Tuberkulose-Erkrankung aus. 1953 schloss er sich der religiösen Organisation Sōka Gakkai an und wurde für sie aktiv. 1961 wurde er ein führendes Mitglied in der „Kōmei Seiji Remmei“ (光明政治連盟), dem politischen Arm der Sōka Gakkai. 1963 wurde er in das Präfekturparlament Tokio gewählt. Nachdem sich aus der „Kōmei Seiji Remmei“ 1964 die Partei „Kōmeitō“ entwickelt hatte, übernahm Takeiri verschiedene zentrale Posten und wurde 1967 zum Vorsitzenden. Im selben Jahr führte er seine Partei in die Wahl zum Unterhaus des Parlaments und gewann auf Anhieb 25 Sitze. Unter seiner Führerschaft konnte sich die Kōmeitō an der politischen Front etablieren.
1970 kam das Problem der Sprachunterdrückung auf, die Gakkai und die Partei trennten sich. Takeiri beschloss, sich auf politische Aktivitäten zu konzentrieren. Während seines China-Besuchs 1971 bemühte er sich, die diplomatischen Beziehungen zwischen Japan und China wiederherzustellen. Auch in der Frage des „Grundvertrags“ zeigte er die Stärke der Partei, setzte sich gegen die Gakkai durch. Mit dem politischen Ziel, antikommunistische chinesische Mächte zu sammeln, engagierte er sich in asiatischer Diplomatie, besuchte im November 1978 und 1980 China und 1981 Korea.
1986 trat er nach 20 Jahren als Vorsitzender der Partei zurück und gab das Amt an Yano Jun’ya weiter. 1990 gab er sein Unterhaus-Mandat auf.